# Apollonide (filosofo stoico)
Apollonide (I secolo a.C. – I secolo a.C.) è stato un filosofo greco antico stoico di cui possediamo scarse notizie.
Apollonide, secondo quanto tramanda Plutarco nel 46 a.C. fu al capezzale di Catone Uticense, col quale, poco prima della sua morte, discusse sulla liceità del suicidio